# Der Erkundungsritt des Grafen Zeppelin im Juli 1870
Der Erkundungsritt des Grafen Zeppelin im Juli 1870 ist eine Episode aus dem Deutsch-Französischen Krieg von 1870/71. Die Anekdote machte Ferdinand von Zeppelin bekannt und wurde von Theodor Fontane unter dem Titel Der Erkundungsritt des Grafen Zeppelin am 24. und 25. Juli 1870 in schriftliche Form gebracht. Sie fand Verbreitung als populäre Jugendschrift bis zum Zigarettenbild.

## Erkundungsritt

Lageplan zu Beginn des Krieges

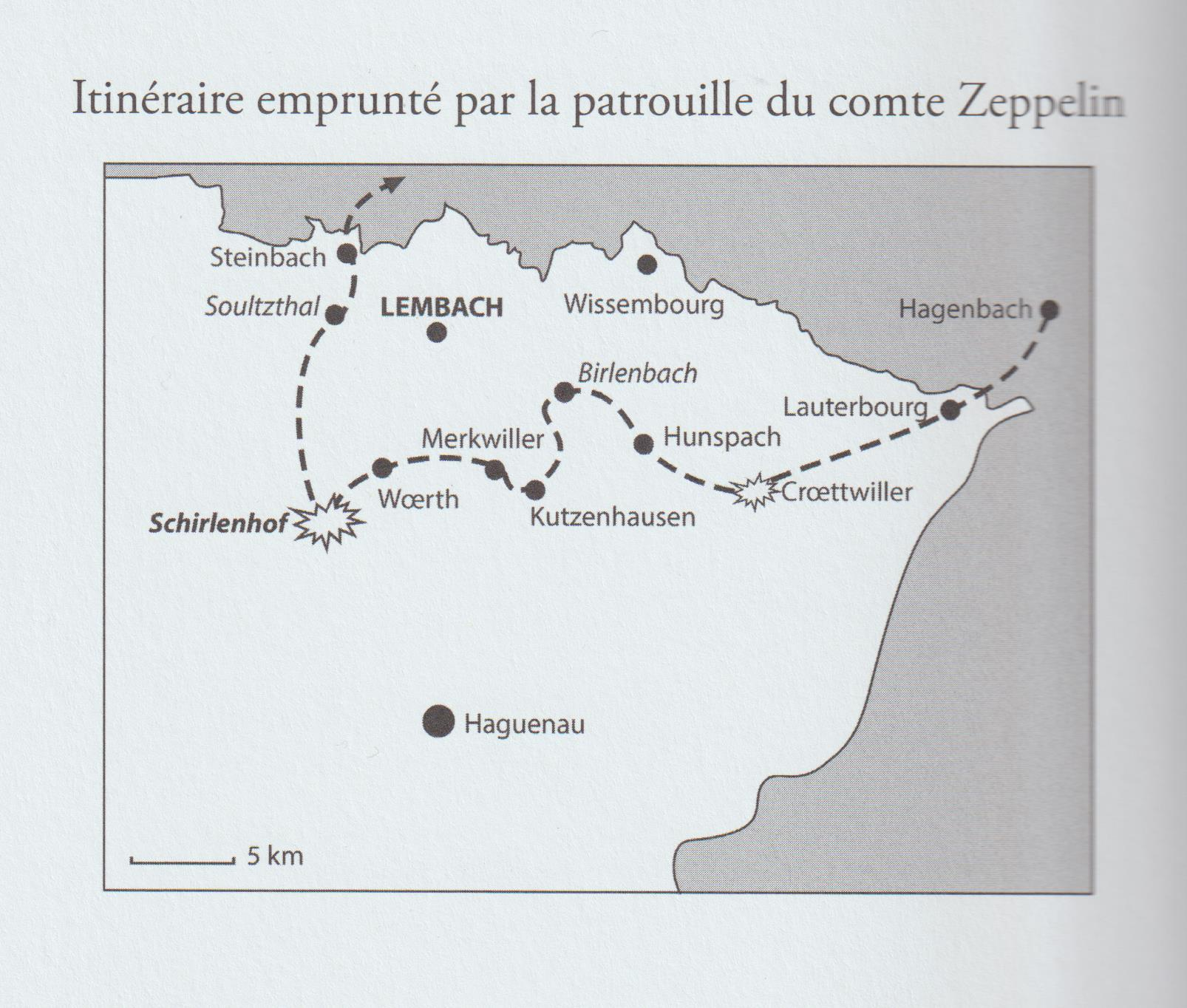
Der Erkundungsritt des Grafen Zeppelin im Juli 1870

Am 19. Juli 1870 erklärte Frankreich Preußen den Krieg. Die süddeutschen Staaten Hessen, Baden, Württemberg und Bayern solidarisierten sich mit Preußen. Die vereinigten deutschen Armeen marschierten an der deutsch-französischen Grenze auf, in der Pfalz entlang der Lauter zwischen Weißenburg und Lauterburg. Sie erwarteten den Angriff der französischen Armee. Der Generalstabsoffizier der württembergischen Kavallerie-Brigade, Graf Zeppelin, entschloss sich zu einem Erkundungsritt durch das angrenzende Elsass. Insbesondere sollte er den Standort und die Marschrichtung der Armee von Patrice de Mac-Mahon erkunden.
Er überquerte am 24. Juli 1870 zusammen mit vier Offizieren und acht Soldaten die Grenze bei Lauterburg um 9:30 Uhr. Die französischen Grenzer waren überrascht und verfolgten ihn zu spät, er entkam. In Crœttwiller wurden die deutschen Reiter von zwei französischen Soldaten, dem Gendarmen Köhler und einem Lanzenreiter, attackiert, die dachten, die Deutschen seien nur zu zweit. In dem kurzen Gefecht wurde das Pferd von Zeppelin verwundet. Der Gendarm wurde gefangen genommen, der Lanzenreiter konnte entkommen. Nach einer halben Stunde ließen die Deutschen Köhler wieder frei und ritten weiter. In Hunsbach aß die Gruppe zu Abend und verbrachte die Nacht im Wald. Am nächsten Tag ritten sie unterhalb des Soultzerkopfs durch Birlenbach, Kutzenhausen, Merkwiller und Wœrth, in Schirlenhof in der Nähe von Gundershoffen/Reichshoffen machten sie Rast. Mittlerweile waren die Chasseurs (Jäger) in Niederbronn durch Köhler benachrichtigt worden und ein Trupp überraschte die Deutschen in Schirlenhof. Es kam zu einem Gefecht, ein französischer Offizier wurde tödlich getroffen, ebenso der deutsche Leutnant Winsloe. Die restlichen Deutschen wurden gefangen genommen, bis auf Graf Zeppelin, der auf dem Pferd des getöteten Offiziers entkommen konnte. Er ritt Richtung Reichshoffen, dann nach Norden in Richtung deutscher Grenze. Er verbrachte die Nacht im Wald im Sulzthal und erreichte deutsches Gebiet in Hirschthal/Nothweiler. In seinen Erinnerungen schrieb er „In tiefer Nacht gelangte ich nach Sulzthal, der Behausung eines Quäkers, einsam im Wald gelegen.“ Auch aufgrund der Informationen des Grafen Zeppelin entschloss sich die deutsche Seite, am 4. August die Grenze zu überschreiten und Weißenburg anzugreifen.

## Nachspiel

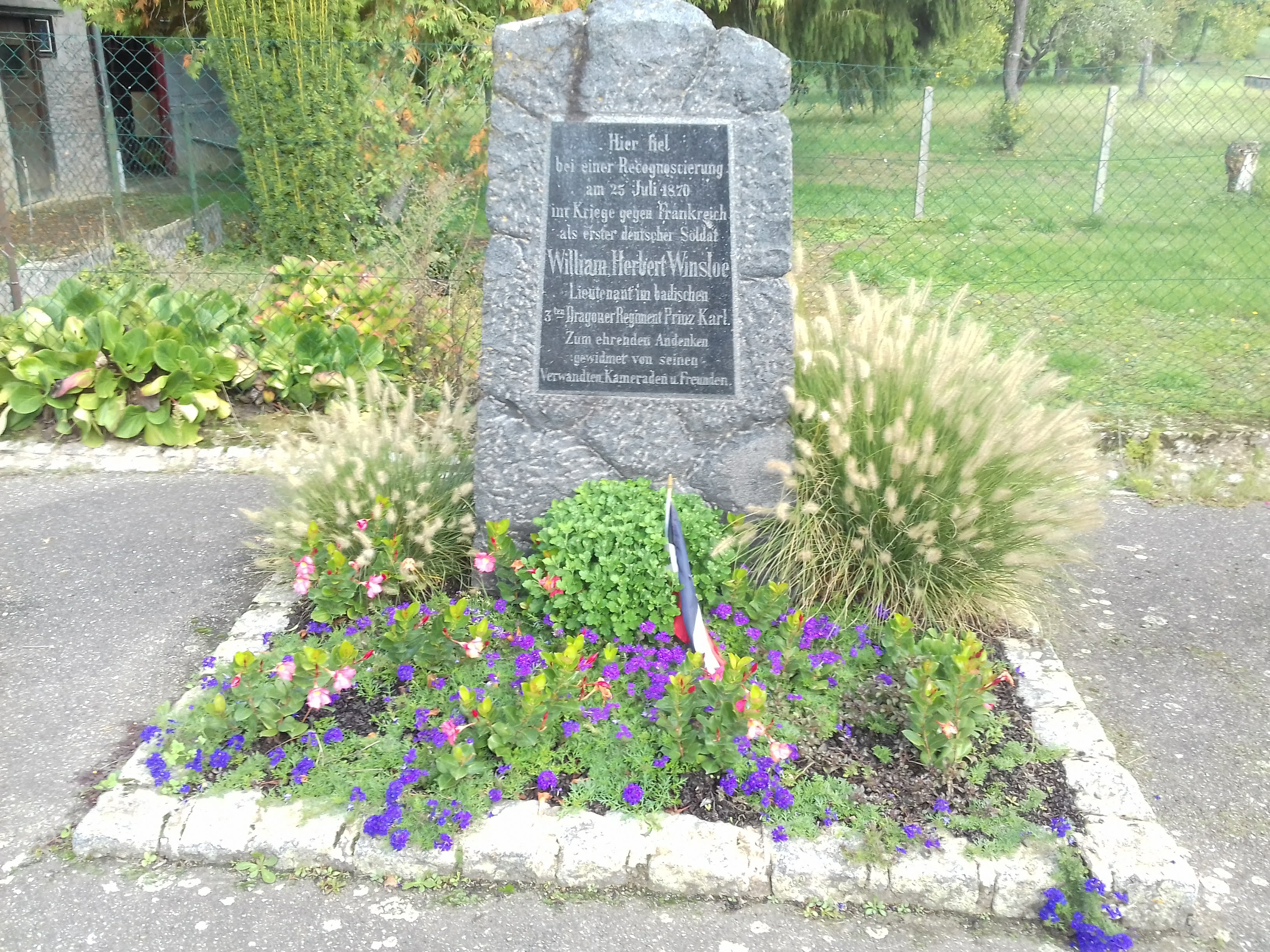
Gedenktafel für den Offizier Winsloe

Am 25. Juli 1890 enthüllte man in Schirlenhof eine Gedenktafel für den Offizier Winsloe, das erste deutsche Opfer des Krieges von 1870/71.
Für den Gendarmen Köhler hatte dieses Abenteuer noch ein Nachspiel: Einer der gefangen genommenen deutschen Offiziere, Baron von Villiers, verbrachte seine Kriegsgefangenschaft in Südfrankreich. Er schrieb an seinen Vater, einen badischen General im Ruhestand, um sich nach dem Schicksal Köhlers zu erkundigen. Der General fand Köhler im Gefangenenlager Rastatt; er war nach der Besetzung Strassburgs gefangen genommen worden. Der General bot Köhler an, ihn gegen Ehrenwort aus der Gefangenschaft zu entlassen. Köhler wollte aber weder seine Kameraden noch sein Vaterland im Stich lassen und blieb bis zum Kriegsende Gefangener. Nach Kriegsende kehrte er nach Frankreich zurück, als Gendarm und damit Beamter des französischen Staates musste er aber das Elsass verlassen und zog nach Frankreich. Nach seiner Pensionierung wäre er gern in seine Heimat zurückgekehrt, dies war aber nicht gestattet. Er wandte sich an den Grafen Zeppelin, der sich für Köhler beim Oberpräsidenten des Reichslandes Elsaß-Lothringen, Eduard von Moeller, einsetzte, und Köhler verbrachte seinen Lebensabend in seiner alten Heimat.
1984 wiederholte der Offizier der Bundeswehr Karl Schnell den Erkundungsritt und schrieb darüber ein Buch.

## Rezeption in Kunst und Kultur
- Theodor Fontane: Der Erkundungsritt des Grafen Zeppelin am 24. und 25. Juli 1870. In: Unser Eisernes Kreuz. Ein deutsches Heldenbuch. Springer, Berlin/Heidelberg 1915, S. 39–46 (Digitalisat im Internet Archive).
- August Spinner: Graf Zeppelins Erkundungsritt nach dem Schirlenhofe 1870. C. A. Vornhoff, Strassburg, 1908.
- Kurt von Bossewitz: Graf Zeppelins Heldenritt. (= Unter deutscher Flagge; Heft 2). Verlagshaus für Volksliteratur und Kunst, Berlin 1911.